# Jul i Ukraina
Traditionella ukrainska julfestligheter börjar på julafton, som firas från 24 december till 6 januari, datumet för firandet av Jesu dop, känd i Ukraina som Vodokhreshche eller Yordan, enligt den gregorianska kalendern och den reviderade julianska kalendern av den Ortodoxa kyrkan i Ukraina, latinska och grekiska katoliker, och de flesta protestantiska kyrkor.
Den ukrainsk-ortodoxa kyrkan i Moskva-patriarkatet (förutom de rumänska församlingarna), vissa församlingar i den Ortodoxa kyrkan i Ukraina och protestantiska kyrkor firar jul enligt den julianska kalendern, så de gregorianska helgdagarna varar från 6 januari till 19 januari. Armeniska stiftet i Ukraina i den Armeniska apostoliska kyrkan och den Armenisk-katolska kyrkan i Ukraina firar jul från 5 januari till 6 januari tillsammans med trettondagen enligt den gregorianska kalendern.
Julen raderades till stor del från den ukrainska kalendern under stora delar av 1900-talet på grund av Sovjetunionens antireligiösa politik, men många av dess traditioner överlevde och håller på att återupplivas igen. Sedan 2023 har den statliga helgdagen för jul endast bestämts till den 25 december.

## Datum för firandet

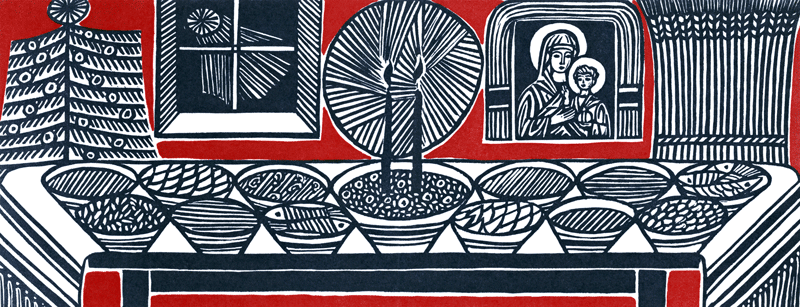
en av en.

Sedan 2017 har den 25 december, gregoriansk jul, blivit en officiell helgdag. I december 2020 sade chefen för OKU, Metropolitan Epiphanius, att det är möjligt att ändra juldatum till 25 december i Ukraina efter att både kyrkan och de troende är redo för ett sådant beslut efter att ha genomfört utbildningsarbete. Det uppgavs att uppskjutningen av julen skulle innebära en ändring av datumen för alla de etablerade helgdagarna med 13 dagar. I december 2020 meddelade chefen för UGKK, patriarken Svyatoslav, att den grekiska katolska kyrkan skulle lösa denna fråga "tillsammans med våra ortodoxa bröder". Han noterade också att denna fråga inte är dogmatisk, den borde övervinna kyrkans uppdelning och inte orsaka nya, och enligt hans åsikt bör övergången till firandet av jul i en ny stil - 25 december, initieras av lekmännen.
Den 18 oktober 2022 tillät den Ortodoxa kyrkan i Ukraina att stiften håller julgudstjänster enligt den reviderade julianska kalendern, det vill säga den 25 december. I fallet med en gudstjänst är dess deltagare befriade från restriktionerna för fasta denna dag.
Den 24 december 2022, under en audiens, överlämnade storärkebiskop Svjatoslav(en) till metropolit(en) Jepifanij I för granskning ett brev som beskriver UGKK-hierarkernas överväganden angående kalenderreformen(uk). Primaterna beslutade att skapa en gemensam arbetsgrupp för specifika förslag till kalenderreform.
Den 24 maj 2023 meddelade den Ortodoxa kyrkan i Ukraina officiellt att den 25 december kommer att vara datumet för julfirandet av de ukrainska ortodoxa, eftersom kyrkan officiellt har godkänt antagandet av den reviderade julianska kalendern för fasta helgdagar och helgdagar i enlighet med andra ortodoxa kyrkor i världen som håller den julianska påskkalendern.
Den 28 juni 2023 lade Ukrainas president Volodymyr Zelenskyj in ett lagförslag till Verkhovna Rada om att avskaffa den julianska julhelgen den 7 januari och införa den 25 december som den enda helgdag som återspeglar förändringar i kalendrarna för den ortodoxa kyrkan i Ukraina och den ukrainska grekisk-katolska kyrkan. Parlamentet godkände denna lag den 14 juli 2023, med 241 parlamentsledamöter som stödde lagen.
Enligt en studie genomförd av det internationella företaget Deloitte i november 2023, efter övergången av ukrainska kristna kyrkor till en ny stil, kommer majoriteten av ukrainarna (cirka 45 %) att fira jul den 25 december och endast 17 % den 7 januari, och 32 % planerar att fira två gånger.

## Det sovjetiska nyårsarvet

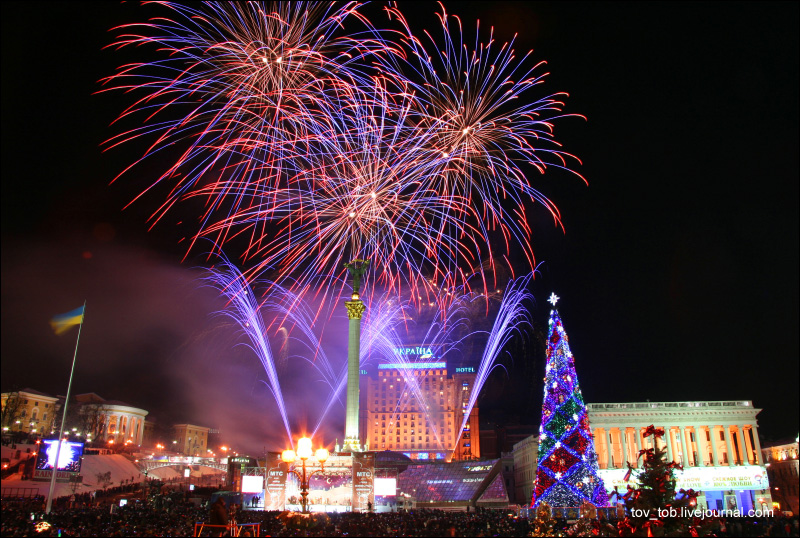
Nyårsgran och fyrverkeri i Kiev 2009.

I Ukraina är det sedan sovjettiden nyåret som är "den stora festen", firandet var under sovjettiden ateistiskt och inte knutet till någon religion. Många traditioner som i exempelvis Sverige förknippas med julen, hör i de föra detta sovjetrepublikerna som Ukraina hemma på nyår. Man klär sina julgranar till den 31 december, och det är också den här dagen som man delar klapparna. Man dricker även champagne och skjuter raketer. I Ukraina har man dock ett större inslag av folktro i julfirandet. Efter revolutionen 1917 avskaffades det kristna julfirandet och med det även Farbror Frost, officiellt från 1929. Men från 1936 infördes istället nyårsfirande med nyårsgran, Farbror Frost, hans barnbarn Snöflickan och nyårspresenter istället för julklappar. Farbror Frost har sitt ursprung i slavisk mytologi, men har påverkats av den angloamerikanska Santa Claus. Han är således den östslaviska motsvarigheten till jultomten.
Enligt de senaste opinionsundersökningarna för 2021 anses julen vara en viktig högtid av 49 % av ukrainska medborgare. Men betydelsen av julfirande traditioner har en säregen regional smak på grund av sovjetiskt inflytande. Således anses julen vara den viktigaste högtiden i landet: väst — 73% och centrum — 47%. Samtidigt, i de södra och östra delarna av landet och till och med i Kiev, föredrar majoriteten av de svarande det nya året (37 % för hela Ukraina).

## Julafton och juldagen
Julafton och juldagen är fortfarande inga stora festdagar för de flesta i Ukraina, endast djupt kristna höll under sovjettiden och de första många åren av ukrainsk självständighet fast vid de gamla jultraditionerna, men alltfler i Ukraina har de senaste åren återtagit de gamla jultraditionerna och firar nu även kristen jul, detta gäller speciellt i de mera nationalistiska kretsarna och huvudsakligen i västra och centrala Ukraina. Majoriteten av de kristna ukrainarna tillhör någon av de tidigare tre nu två ukrainska ortodoxa kyrkorna och i västra Ukraina finns även en stor grupp katoliker tillhörande Grekisk-katolska kyrkan (unitarerna) och Romersk-katolska kyrkan. Därtill kommer en rad mindre kristna samfund, vilket gör att de gamla jultraditionerna varierar beroende på var i Ukraina man befinner sig. Många ukrainare firar jul med få, eller inga, religiösa inslag. Det finns en gammal tradition att gudbarnen den här dagen besöker sina faddrar och där bjuds på Kutja och te och får pengar och godis.
Då Ukraina var en del av Sovjetunionen var julen inte en officiell helgdag, men efter Ukraina blev självständigt år 1991 blev det åter en officiell helgdag.

## Julmaten

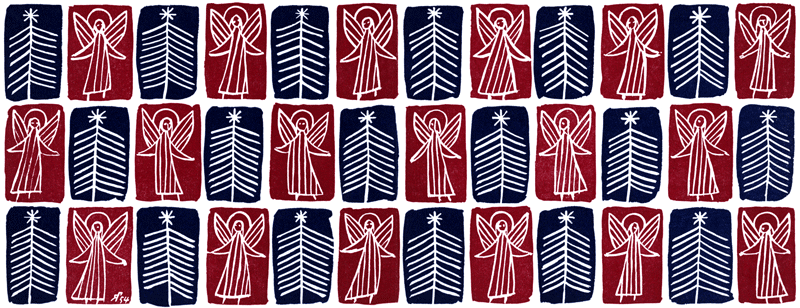
Ukrainskt julkort av Jacques Hnizdovsky.

Inför julfestligheten har en del av de ortodoxa troende förberett sig genom en 40 dagar lång fasta.
På julbordet dukas traditionellt tolv rätter fram, en efter varje apostel. Där serveras tre bröd ovenpå varandra, alle formad som ringar. Dette symboliserar den tre-eniga Guden som är en enda till sitt väsen, men samtidigt tre hypostaser Fadern, Sonen (Jesus Kristus enligt sin preexistenta natur och som inkarnerad människa) och Anden (Den Helige Ande). 
Måltiden omfattar traditionellt inte kött och mjölkprodukter, då den religiösa fasten håller på fram till 7 januar. 
Man äter mycket fisk, rödbetssoppan borsjtj, frukter, bönor, potatis och huvudrätten Kutja, som är en gröt gjord på bär, russin, honung, vallmofrön och vete till detta dricks rödvin, te, horilka eller vodka, men julrätterna varierar beroende på var i Ukraina man befinner sig och ofta dukas numera även kött och fler än tolv rätter fram.

## Julsånger

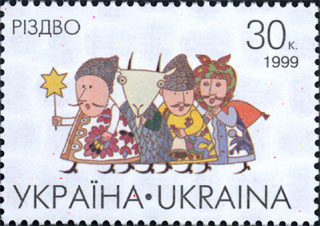
Ukrainskt julfrimärke från 1999, med julsångs-sjungande.

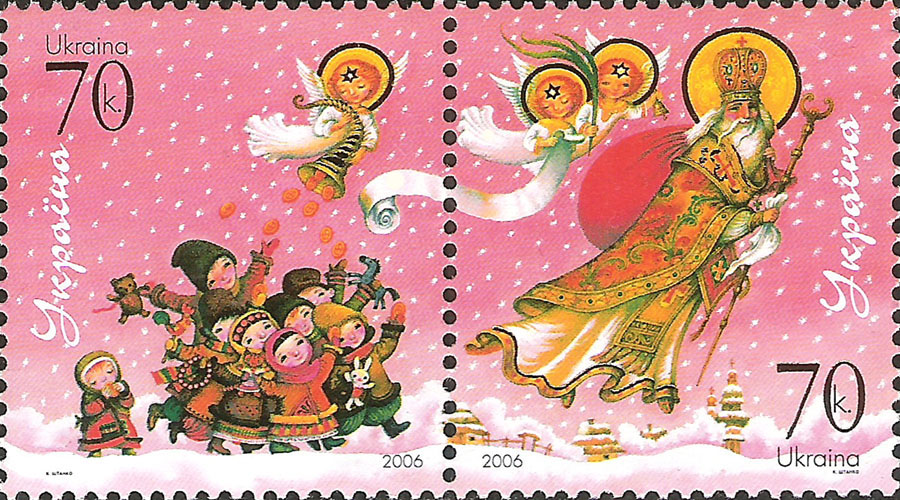
Ukrainskt julfrimärke från 2006, med Sankt Nikolaus och barn.

I Ukraina sjungs ofta julsånger i samband med julen. På många ställen förs traditionen vidare av unga människor och barn, som går runt och samlar in pengar till olika hjälporganisationer och kristna samfund, men många barn passar även på att tjäna en egen slant vid att ringa på hos folk för att sjunga eller läsa upp egna dikter. Denna tradition kallas Koljadka (se även koliada).
Julsången "Carol of the Bells" är baserad på den ukrainska folkvisan "Shchedryk". Peter J. Wilhouskys engelskspråkiga text är upphovsrättsskyddad, fastän originalkompositionen inte är det.

## Svyatyi Mykolai (Sankt Nikolaus)
Bilden av Svyatyi Mykolai är en person som ger barnen julklappar på helgonet Nikolaus dödsdag den 19 december (död 6 december 343). Barnen förväntas hitta sin present under kudden eller i en strumpa denna morgon. Denna katolska tradition är starkast i västra Ukraina.

## Didukh

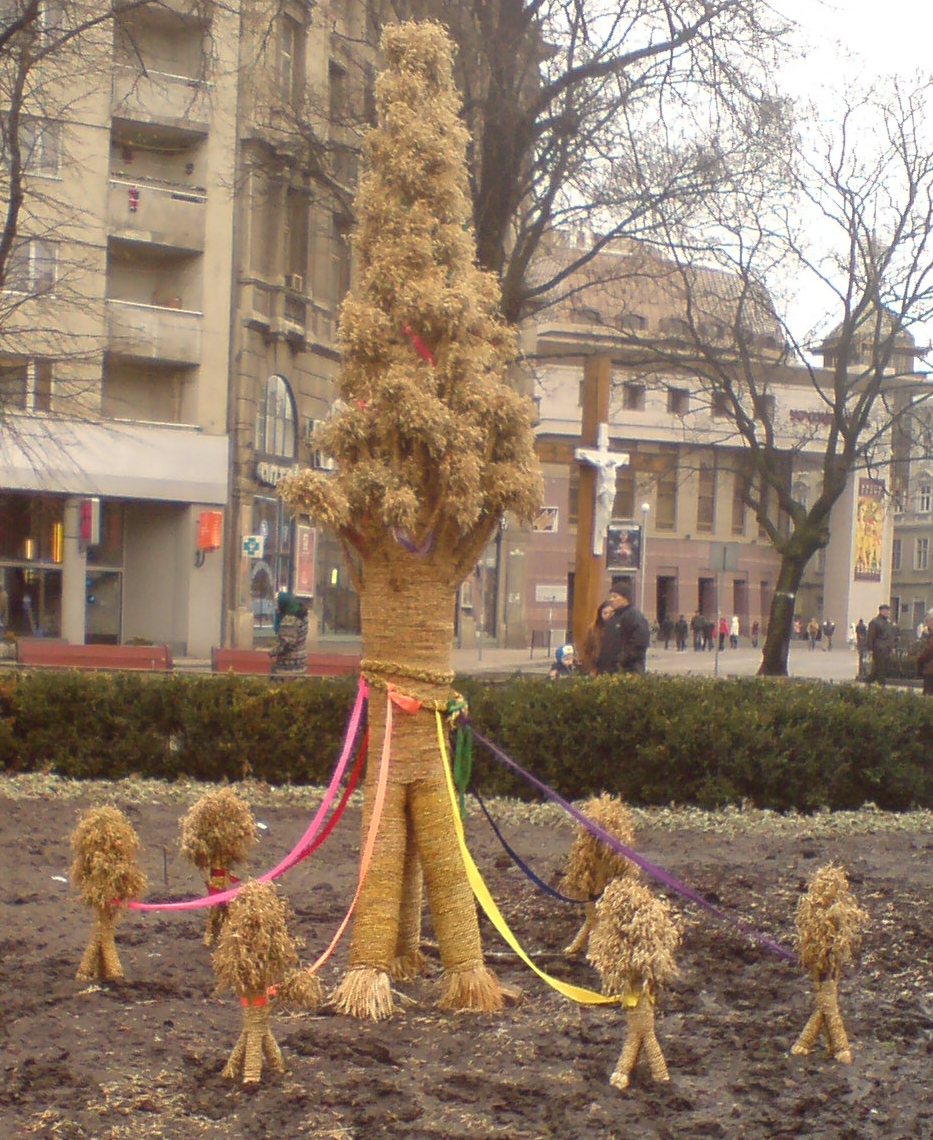
Didukh i Lviv.

När barnen ser den första stjärnan på himmelen i östern, som symbol för stjärnan som skall ha lett de Tre vise männen, tar i jordbruksfamiljer mannen i hushållet fram en kärve, "didukh", som den historiska vikten av grödorna i Ukrainas ekonomi. Didukh betyder "farfar/morfar-anden", och symboliserar familjens förfäder.

### Fotnoter
1. ↑  ”Koliada” (på engelska). Internet encyclopedia of Ukraine. Canadian institute of Ukrainian studies. http://www.encyclopediaofukraine.com/pages%5CK%5CO%5CKoliadaIT.htm. Läst 20 december 2016.
2. ↑  ”Ukraine Catholic Church moves from Russian-affiliated Julian calendar” (på engelska). The Pillar. 2023-02-06. https://www.pillarcatholic.com/ukraine-catholic-church-moves-from-russian/.
3. ↑  Кралюк, Петро (2 januari 2023). ”«Є сподівання, що ПЦУ і УГКЦ перейдуть на святкування Різдва 25 грудня» – професор Петро Кралюк” (på ukrainska). Радіо Свобода. https://www.radiosvoboda.org/a/rizdvo-tserkovnyy-kalendar/32201163.html. Läst 27 mars 2023.
4. ↑  ”Do Lvivians know that Armenians celebrate Christmas on January 6?”. tvoemisto.tv. https://tvoemisto.tv/blogs/shche_odna_data_rizdva_hto_u_lvovi_maie_svyatu_vecheryu_5_sichnya_141904.html.
5. ↑  Терещук, Галина (6 januari 2020). ”Christmas in Lviv: three dates of the family holiday” (på ukrainska). Радіо Свобода. https://www.radiosvoboda.org/a/30362341.html. Läst 18 juni 2023.
6. 1 2  ”Parliament changes dates of Christmas, Statehood Day, Day of Defenders” (på engelska). Ukrinform. 2023-07-14. https://www.ukrinform.net/rubric-society/3735767-parliament-changes-dates-of-three-holidays-christmas-statehood-day-day-of-defenders-of-ukraine.html.
7. 1 2  ”Now officially: the Verkhovna Rada relocated Christmas to December 25” (på Ukrainian). Ukrainska Pravda – Zhyttia ("Life"). 14 July 2023. https://life.pravda.com.ua/society/2023/07/14/255390/. Läst 14 juli 2023.
8. ↑  ”Епіфаній назвав умову перенесення святкування Різдва на 25 грудня” (på ryska). РБК-Украина. https://news.rbc.ua/ukr/politics/epifaniy-nazval-uslovie-perenosa-prazdnovaniya-1608382147.html. Läst 19 december 2020.
9. ↑  ”ПЦУ разрешила рождественские богослужения 25 декабря”. Украинская правда. https://www.pravda.com.ua/rus/news/2022/10/18/7372478/.
10. ↑  ”В ПЦУ разрешили праздновать Рождество 25 декабря”. spzh.news. https://spzh.news/ru/news/91295-v-pcu-razreshili-prazdnovaty-rozhdestvo-25-dekabrya. Arkiverad 18 oktober 2022 hämtat från the Wayback Machine.
11. ↑  ”Heads of OCU, UGCC agree to set up working group to reform church calendar” (på engelska). www.ukrinform.net. https://www.ukrinform.net/rubric-society/3640576-heads-of-ocu-ugcc-agree-to-set-up-working-group-to-reform-church-calendar.html.
12. ↑  ”During the meeting of His Beatitude Sviatoslav with His Beatitude Epiphanius, they talked about the reform of the church calendar” (på ukrainska). Українська Греко-Католицька Церква. https://news.ugcc.ua/data/pid-chas-zustrichi-blazhennishogo-svyatoslava-z-blazhennishym-epifaniem-govoryly-pro-reformu-tserkovnogo-kalendarya-1713/. Arkiverad 24 december 2022 hämtat från the Wayback Machine.
13. ↑  ”There was a meeting of the Primate of the OCU with the Father and the Primate of the UGCC” (på ukrainska). OCU. 2022-12-24. https://www.pomisna.info/uk/vsi-novyny/vidbulasya-zustrich-predstoyatelya-ptsu-z-ottsem-i-glavoyu-ugkts/.
14. ↑  RFE/RL. ”Orthodox Church Of Ukraine Approves Calendar Switch In Widening Diversion From Russia” (på engelska). RadioFreeEurope/RadioLiberty. https://www.rferl.org/a/orthodox-church-ukraine-approves-calendar-switch-russia/32426292.html. Läst 18 juni 2023.
15. ↑  ”Orthodox Church of Ukraine to switch to Revised Julian calendar, celebrate Christmas on Dec. 25” (på engelska). The Kyiv Independent. 2023-05-24. https://kyivindependent.com/orthodox-church-of-ukraine-to-switch-to-revised-julian-calendar-celebrate-christmas-on-dec-25/.
16. ↑  ”Orthodox Church of Ukraine Decides to Celebrate Christmas on Dec. 25” (på engelska). Get the Latest Ukraine News Today - KyivPost. https://www.kyivpost.com/post/17460.
17. ↑  ”Zelensky Introduces Proposed Draft Law to Change Holiday Dates” (på engelska). Get the Latest Ukraine News Today - KyivPost. https://www.kyivpost.com/post/18846. Läst 19 juli 2023.
18. ↑  Mall:Internetquelle
19. ↑  ”More donations to the Armed Forces, new traditions and the continuation of the boycott of sellers still working in the Russian Federation - Deloitte research on New Year's shopping of Ukrainians” (på ukrainska). "Deloitte" in Ukraine. https://www2.deloitte.com/ua/uk/pages/press-room/press-release/2023/holiday-retail-sales-consumer-survey.html. Läst 13 december 2023. Arkiverad 13 december 2023 hämtat från the Wayback Machine.
20. ↑  ”The vast majority of Ukrainians will celebrate Christmas on December 25 - survey” (på ukrainska). Religious Pravda. 2023-12-08. https://religionpravda.com.ua/?p=90196. Läst 13 december 2023.
21. 1 2  Jultraditioner i Ryssland och Ukraina Arkiverad 9 oktober 2015 hämtat från the Wayback Machine.
22. ↑  ”Любимые новогодние праздники украинцев (20-22 декабря)”. ratinggroup.ua. http://ratinggroup.ua/research/ukraine/lyubimye_novogodnie_prazdniki_ukraincev_20-22_dekabrya.html.
23. ↑  ”Рождество побеждает: какие зимние праздники любимы для украинцев? Опрос”. Українська правда _Життя. https://life.pravda.com.ua/society/2021/12/23/246928/.
24. ↑  Christmas - Encyclopedia of Ukraine
25. ↑  Christmas - Encyclopedia of Ukraine.